# Raoul Marek
Raoul Marek (* 1953 in Bathurst, New Brunswick) ist ein Schweizer Künstler.

## Leben
Raoul Marek lebt und arbeitet in Berlin, Bern und in Paris. Er ist in der Schweiz und in Bern aufgewachsen und studierte an der Universität Zürich Kunstwissenschaften. Seit 1981 realisiert Raoul Marek Installationen, Photographien, Public art und Netzwerk-Projekte, die Menschen und Orte mit künstlerischen Mitteln in vielfältige Beziehungen setzen.
Raoul Marek gilt als Vorläufer, der in den 1990er und 2000er Jahren wichtigen künstlerischen Auseinandersetzung zu zwischenmenschlichen Beziehungen sowie der Sitespecific art (Kunst und Kontext). Er gilt als ein bedeutender Vertreter der in Frankreich Ende der 1990er Jahre entstandenen Kunstrichtung Art relationnel.
Mit dem Netzwerkprojekt La salle du monde, welches er seit 1993 für die Gegenwartskunstsammlung Château d’Oiron Frankreich und von 2004 bis 2019 in der Stadt Bern Schweiz realisiert, gewann seine Arbeit internationale Anerkennung. La salle du monde beinhaltet sowohl eine permanente Installation als auch eine soziale Skulptur.
Seit 1998 Lehrkonzept zur vernetzten Wahrnehmung: "Das Parfum der Augen" (vernetzte Wahrnehmung & Kommunikation) mit Lehraufträgen in Deutschland / Frankreich / Schweiz / China.
Seit 2018 arbeitet Raoul Marek an der Werkgruppe Les fleurs du Mall _ Social places.
Raoul Marek bringt in seiner Arbeit Fragen ins Spiel, die anthropologische, soziologische, kulturelle und philosophische Positionen untersuchen. Die medienübergreifenden Werke von Raoul Marek im privaten wie im öffentlichen Raum appellieren an alle Sinne. Sie knüpfen an eine aktuelle Definition des Kunstwerkes, welche die künstlerische Arbeit als interdisziplinären Prozess und Netzwerk versteht und wo die verschiedenen Bereiche von Kultur, Gesellschaft und Kunst nicht isoliert werden. Raoul Marek arbeitet in und mit Beziehungsnetzen der Wahrnehmung, die sich in Site specific Arbeiten darstellen. Dabei zeigt Raoul Marek in seinen Werken eine grosse Vielseitigkeit. Sowohl bei den verwendeten Techniken und Medien als auch in der Auswahl der Orte entziehen sich seine Arbeiten weitgehend allen Festlegungen.

## Ausstellungen (Auswahl)
- 2016 Der Klang du paysage, Musée des Beaux Arts Lausanne
- 2010: Eremitage St. Petersburg, Russland
- 2010: Musée Stéphane Mallarmé, Vulaines-sur-Seine
- 2009: Grand Palais, Paris
- 2008: Deutsches Hygiene-Museum, Dresden
- 2006: Kunstmuseum Bern
- 2005: Lieu unique Nantes
- 2003: Museum Kunst Palast Düsseldorf
- 2002: Musée Zadkine, Paris
- 2001: Centre des Arts et des Cultures de la Caraibe Martinique
- 2000: Biennale d'art contemporain Lyon
- 1995: Kunsthalle Bern
- 1994: Neuer Aachener Kunstverein, Aachen
- 1991: Schweiz. Plastikausstellung Biel/Bienne
- 1990: ars electronica, Linz
- 1988: Australien Centre for contemporary Art Melbourne
- 1987: Slalom - Salon am Burgplatz Düsseldorf
- 1987: documenta 8, ASA Kassel
- 1985: Städtisches Museum, Haus Waende Mönchengladbach

## Öffentliche Sammlungen
- Kunstmuseum Bern
- Collection d'art contemporain Château d'Oiron
- Sammlung SNB, Zürich
- Sammlung Schweizer Mobiliar, Bern

## Auszeichnungen (Auswahl)
- 1990: Werkbeitrag Schweiz. Eidgenossenschaft
- 1993/94: Akademie Schloss Solitude Stuttgart
- 1996/04: Werkbeitrag Kulturstiftung UBS Zürich
- 2002: Kunst-Preis der Stadt Bern